# Irmãs Cajazeiras
As Irmãs Cajazeiras são personagens fictícias da novela O Bem Amado cujos nomes na trama eram Doroteia (Ida Gomes), Dulcineia (Dorinha Duval),  e Judiceia (Dirce Migliaccio).

## Enredo das personagens
As três irmãs, Do, Dulce e Juju, apaixonadas por Odorico Paraguaçu (interpretado por Paulo Gracindo), vivem atrapalhando os negócios da prefeitura de Sucupira e criando polêmicas com o prefeito. Na trama, Dulcineia inventa que tem um filho com Odorico, alegando que seu marido, Dirceu Borboleta (Emiliano Queiroz), teria feito voto de castidade.
No livro Memória da Telenovela Brasileira pode-se ler o seguinte trecho sobre as personagens:
«O prefeito Odorico Paraguaçu tem como meta prioritária, em sua administração na cidade de Sucupira, litoral baiano, a inauguração do cemitério. De um lado é apoiado pelas irmãs Cajazeiras – Doroteia, Dulcineia, Judiceia (…). De outro tem que lutar contra a forte oposição, liderada por Donana Medrado, a delegada de polícia (…)»
A telenovela é uma paródia do coronelismo nordestino e dos desmandos dos poderes locais.